# Vexillum bouteti
Vexillum bouteti is een slakkensoort uit de familie van de Costellariidae. De wetenschappelijke naam van de soort is voor het eerst geldig gepubliceerd in 2012 door Salisbury & Herrmann.